# Josef Leonz Müller
Josef Leonz Müller (* 7. Februar 1800 in Muri; † 6. Juni 1866 ebenda; heimatberechtigt in Muri) war ein Schweizer Politiker und Richter. Im Jahr 1835 war er kurzzeitig Regierungsrat des Kantons Aargau, danach bis 1864 Mitglied des Obergerichts.

## Biografie
Der Sohn des Gemeindeschreibers und Lehrers Jakob Leonz Müller begann als 14-Jähriger eine Lehre auf der Gerichtskanzlei in Muri, die unter der Leitung des späteren Regierungsrats Franz Vorster stand. Nach einigen Jahren beruflicher Tätigkeit wurde Müller 1830 Bezirksrichter, im darauf folgenden Jahr Präsident des Bezirksgerichts und Notar. Ebenfalls 1831 erfolgte die Wahl in den Grossen Rat, wo er auf Seiten der radikalen Liberalen stand. Zwar befürwortete er die Einschränkung der kirchlichen Macht, den Badener Artikeln stand er allerdings kritisch gegenüber.
1835 wählte der Grosse Rat Müller in den Regierungsrat. Er gehörte diesem jedoch nur kurze Zeit an, da wenige Monate später seine Wahl zum Oberrichter folgte. Als der Grosse Rat am 10. Januar 1841 die Aufhebung der Klöster beschloss, wurde Müller von einer aufgebrachten Menge für kurze Zeit gefangen gesetzt. Im selben Jahr gab er sein Parlamentsmandat auf und überwachte als Regierungskommissär die Übergabe der Güter des Klosters Muri an den Staat. Neben seinem Richteramt war er auch als Schulinspektor tätig.
Von 1849 bis 1852 gehörte Müller erneut dem Grossen Rat an, im Verfassungsrat war er an der Ausarbeitung einer neuen Kantonsverfassung beteiligt. 1850 führte er Untersuchungen gegen den Kriegsrat des Sonderbunds durch, 1852/53 entwarf er die aargauische Hypothekarordnung. 1864 verweigerte ihm das Kantonsparlament die Wiederwahl als Oberrichter, woraufhin er bis zu seinem Tod als Gerichtsschreiber arbeitete.